# Regina Resnik
Regina Resnik (* 30. August 1922 in New York City; † 8. August 2013 ebenda) war eine US-amerikanische Opernsängerin (Sopran, Mezzosopran und Alt).

## Leben
Die aus einer russisch-jüdischen Familie stammende Regina Resnik studierte bis 1942 am Hunter College und debütierte an der New York Opera Company als Lady Macbeth sowie wenig später an der New York City Opera als Santuzza. 1944 debütierte sie an der Metropolitan Opera zunächst als Sopran. 1953 sang sie auch eine Wagner-Sopranrolle, die Sieglinde in der Walküre bei den Bayreuther Festspielen unter Clemens Krauss. Ab 1956 trat sie dann auf Anraten ihres Gesangslehrers Giuseppe Danise in Alt- und Mezzosopran-Partien auf.
Sie galt bis in die 1970er Jahre international als erste Wahl für Mezzosopran-Rollen wie Carmen, Klytämnestra (legendäre Aufnahme mit Birgit Nilsson, Leitung Georg Solti), Amneris, Miss Quickly und viele andere mehr.
1971 begann sie mit Opernregie, seit 1983 produzierte sie Dokumentarsendungen und Musikprogramme über jüdische Themen für Fernsehen und Radio.
Regina Resniks Stimme zeichnete sich durch eine besondere Ausdruckskraft und Energie aus und besaß einen „Stahl“, der jenem ihrer skandinavischen Kolleginnen Astrid Varnay oder Birgit Nilsson in nichts nachstand.
Sie war seit 1975 in zweiter Ehe mit dem litauisch-jüdischen Maler und Bildhauer Arbit Blatas (1908–1999) verheiratet. Aus ihrer ersten Ehe mit dem Anwalt Harry Davis stammt ein Sohn. Sie starb 90-jährig am 8. August 2013 in New York.

## Diskografie
- 1945 – Fidelio
- 1961 – Die Walküre, als Fricka (Bayreuther Festspiele 21. Juli 1961)
- 1971 – Elektra, als Klytämnestra
- ???? – Song recital